# اوداماوادی
اوداماوادی (به لاتین: Oddamavadi) یک منطقهٔ مسکونی در سری‌لانکا است که در ناحیه باتیکالوا واقع شده‌است. اوداماوادی ۲۰٬۹۸۵ نفر جمعیت دارد.